# Lista de comarcas de Mato Grosso do Sul
Relação das comarcas do estado de Mato Grosso do Sul pertencentes à Justiça Comum Estadual. Também consta a relação das unidades da OAB no estado.

## Generalidades
Para a criação e a classificação das comarcas serão considerados a totalidade de habitantes e de eleitores, além da receita tributária, movimentação forense e extensão territorial dos municípios do estado. Requisitos essenciais para a criação de comarca:
- I - receita tributária municipal superior a três mil vezes o salário-mínimo vigente na capital do estado.
- II - população mínima de quinze mil habitantes ou mínimo de oito mil eleitores;
- III - movimento forense anual de, pelo menos, duzentos feitos judiciais;

## Classificação
São 55 comarcas instaladas do estado divididas em Primeira Entrância (19 comarcas instaladas), Segunda Entrância (25 comarcas) e Entrância Especial (4 comarcas). Os outros 25 municípios futuramente receberão comarcas e no momento são atendidos pela justiça itinerante. Comarcas com "*" são as que tem unidades da OAB.

### Entrância Especial
As comarcas de entrância especial, as quais possuem mais de 5 varas, levam em consideração os Juizados Especiais. Tais Comarcas, que somam 4, representam um maior número de pessoas, ou seja, estão em cidades maiores e podem abranger todo o estado.
- Comarca de Campo Grande*
- Comarca de Corumbá*
- Comarca de Dourados*
- Comarca de Três Lagoas*

### Segunda Entrância
As comarcas de segunda entrância possuem mais de uma vara, as quais são consideradas intermediárias. Voltadas para a região onde o município está sediado. São 32 ao todo.
- Comarca de Amambai*
- Comarca de Anastácio
- Comarca de Aparecida do Taboado*
- Comarca de Aquidauana*
- Comarca de Bataguassu*
- Comarca de Bela Vista*
- Comarca de Bonito*
- Comarca de Caarapó*
- Comarca de Camapuã*
- Comarca de Cassilândia*
- Comarca de Chapadão do Sul*
- Comarca de Costa Rica*
- Comarca de Coxim*
- Comarca de Fátima do Sul*
- Comarca de Iguatemi
- Comarca de Itaporã
- Comarca de Ivinhema*
- Comarca de Jardim*
- Comarca de Maracaju*
- Comarca de Miranda*
- Comarca de Mundo Novo*
- Comarca de Naviraí*
- Comarca de Nova Alvorada
- Comarca de Nova Andradina*
- Comarca de Paranaíba*
- Comarca de Ponta Porã*
- Comarca de Ribas do Rio Pardo
- Comarca de Rio Brilhante*
- Comarca de Rio Verde de Mato Grosso
- Comarca de São Gabriel do Oeste*
- Comarca de Sidrolândia*
- Comarca de Terenos

### Primeira Entrância
As comarcas de primeira entrância possuem vara única e com reduzido movimento, geralmente voltadas apenas para o município sediado. São responsáveis também por processos de menor grau e mais fáceis de serem resolvidos. Atualmente são 19 comarcas instaladas e 24 não instaladas.
- Comarca de Água Clara
- Comarca de Anaurilândia
- Comarca de Angélica
- Comarca de Bandeirantes
- Comarca de Batayporã
- Comarca de Brasilândia
- Comarca de Coronel Sapucaia
- Comarca de Deodápolis
- Comarca de Dois Irmãos do Buriti
- Comarca de Eldorado
- Comarca de Glória de Dourados
- Comarca de Inocência
- Comarca de Itaquiraí
- Comarca de Nioaque
- Comarca de Pedro Gomes*
- Comarca de Porto Murtinho
- Comarca de Rio Negro
- Comarca de Sete Quedas
- Comarca de Sonora

### Comarcas em fase de instalação
Os 24 municípios que serão gradativamente sede de comarcas de primeira entrância no futuro. Estes são atendidos até o momento pela Carreta da Justiça (ou justiça itinerante), que é uma carreta com gabinete do juiz, sala para Promotor, Defensor Público, sanitário, uma pequena copa e a varanda na frente para recepção das pessoas, o que totaliza 44 m².  
- Comarca de Alcinópolis
- Comarca de Antônio João
- Comarca de Aral Moreira
- Comarca de Bodoquena
- Comarca de Caracol
- Comarca de Corguinho
- Comarca de Douradina
- Comarca de Figueirão
- Comarca de Guia Lopes da Laguna
- Comarca de Japorã
- Comarca de Jaraguari
- Comarca de Jateí
- Comarca de Juti
- Comarca de Ladário
- Comarca de Laguna Carapã
- Comarca de Novo Horizonte do Sul
- Comarca de Paraíso das Águas
- Comarca de Paranhos
- Comarca de Rochedo
- Comarca de Santa Rita do Pardo
- Comarca de Selvíria
- Comarca de Tacuru
- Comarca de Taquarussu
- Comarca de Vicentina

## Subseções da OAB-MS
A Ordem dos Advogados do Brasil é a entidade máxima de representação dos advogados brasileiros e responsável pela regulamentação da advocacia no Brasil. Além de ser responsável pela aplicação do Exame de Ordem dos advogados no país, ela dá suporte e assistência ás Comarcas e Fóruns estaduais. No caso de Mato Grosso do Sul, há o conselho estadual, com sede em Campo Grande, além de 31 subseções sediadas em municípios estratégicos pelo estado. Abaixo a relação de todos eles.
- Conselho Seccional Estadual - Campo Grande
  - 1 - Corumbá
  - 2 - Três Lagoas
  - 3 - Aquidauana
  - 4 - Dourados
  - 5 - Ponta Porã
  - 6 - Paranaíba
  - 7 - Nova Andradina
  - 8 - Naviraí
  - 9 - Coxim
  - 10 - Amambai
  - 11 - Jardim
  - 12 - Cassilândia
  - 13 - Maracaju
  - 14 - Camapuã
  - 15 - Fátima do Sul
  - 16 - Costa Rica
  - 17 - Rio Brilhante
  - 18 - Ivinhema
  - 19 - Bataguassu
  - 20 - Ribas do Rio Pardo
  - 21 - São Gabriel do Oeste
  - 22 - Aparecida do Taboado
  - 23 - Bonito
  - 24 - Bela Vista
  - 25 - Sidrolândia
  - 26 - Mundo Novo
  - 27 - Chapadão do Sul
  - 28 - Caarapó
  - 29 - Miranda
  - 30 - Iguatemi
  - 31 - Pedro Gomes